# VM i håndbold 1997 (kvinder)
Verdensmesterskabet i håndbold for kvinder 1997 var det 13. VM i håndbold for kvinder arrangeret af IHF i perioden 30. november – 14. december 1997.
De 24 deltagende lande spillede først en indledende runde med 4 grupper á 6 hold, hvorfra de fire bedste fra hver gruppe gik videre til ottendedelsfinalerne. 
Danmark vandt deres første VM-titel, efter finalesejr over Norge med hele 33-20.

## Indledende runde
| Gruppe A  | Kampe | Mål     | Point |
| --------- | ----- | ------- | ----- |
| Tyskland  | 5     | 153-92  | 10    |
| Polen     | 5     | 129-114 | 8     |
| Østrig    | 5     | 132-115 | 6     |
| Angola    | 5     | 126-143 | 3     |
| Japan     | 5     | 105-130 | 3     |
| Brasilien | 5     | 104-155 | 0     |

| Gruppe B     | Kampe | Mål     | Point |
| ------------ | ----- | ------- | ----- |
| Kroatien     | 5     | 146-90  | 10    |
| Norge        | 5     | 155-93  | 8     |
| Frankrig     | 5     | 140-95  | 6     |
| Hviderusland | 5     | 122-125 | 4     |
| Canada       | 5     | 77-139  | 1     |
| Usbekistan   | 5     | 83-181  | 1     |

| Gruppe C        | Kampe | Mål     | Point |
| --------------- | ----- | ------- | ----- |
| Sydkorea        | 5     | 160-101 | 10    |
| Ungarn          | 5     | 156-102 | 8     |
| Rumænien        | 5     | 153-124 | 6     |
| Elfenbenskysten | 5     | 121-129 | 4     |
| Algeriet        | 5     | 101-146 | 2     |
| Uruguay         | 5     | 74-163  | 0     |

| Gruppe D   | Kampe | Mål     | Point |
| ---------- | ----- | ------- | ----- |
| Rusland    | 5     | 128-111 | 9     |
| Makedonien | 5     | 124-115 | 7     |
| Danmark    | 5     | 161-114 | 7     |
| Tjekkiet   | 5     | 136-145 | 5     |
| Slovenien  | 5     | 136-158 | 2     |
| Kina       | 5     | 118-160 | 0     |

## Slutspil

### Ottendedelsfinaler
- Frankrig 20-30  Polen
- Tyskland 33-23  Hviderusland
- Østrig 18-24  Norge
- Kroatien 30-22  Angola
- Sydkorea 29-26  Tjekkiet
- Danmark 30-25  Ungarn
- Rumænien 33-37  Makedonien (efter 2 × forlænget spilletid)
- Rusland 28-20  Elfenbenskysten

### Kvartfinaler
- Tyskland 24-19  Makedonien
- Polen 19-24  Rusland
- Danmark 25-21  Kroatien
- Sydkorea 21-27  Norge

### Semifinaler
- Tyskland 23-25  Norge
- Danmark 32-22  Rusland

### Bronzekamp
- Tyskland 27-25  Rusland

### Finale
- Norge 20-33  Danmark

## Rangering
| Rang | Landshold       |
| ---- | --------------- |
| 1    | Danmark         |
| 2    | Norge           |
| 3    | Tyskland        |
| 4    | Rusland         |
| 5    | Sydkorea        |
| 6    | Kroatien        |
| 7    | Makedonien      |
| 8    | Polen           |
| 9    | Ungarn          |
| 10   | Frankrig        |
| 11   | Østrig          |
| 12   | Rumænien        |
| 13   | Schweiz         |
| 14   | Elfenbenskysten |
| 15   | Angola          |
| 16   | Hviderusland    |
| 17   | Japan           |
| 18   | Slovenien       |
| 19   | Algeriet        |
| 20   | Canada          |
| 21   | Usbekistan      |
| 22   | Kina            |
| 23   | Brasilien       |
| 24   | Uruguay         |

| Verdensmestre 1997 · Danmark · Første titel Holdliste: Lene Rantala, Helle Simonsen, Tina Bøttzau, Lone Mathiesen, Merete Møller, Gitte Sunesen, Tonje Kjærgaard, Maybrit Nielsen, Anne Dorthe Tanderup (anfører), Camilla Andersen, Anette Hoffmann-Møberg, Janne Kolling, Anja Andersen, Gitte Madsen, Susanne Munk Lauritsen og Karina Jespersen. · Cheftræner: Ulrik Wilbek. |

## Danmark under VM

### Danmarks kampe i den indledende pulje
| Danmark 38-16 Kina           |
| Tjekkiet 27-41 Danmark       |
| Danmark 37-24 Slovenien      |
| Nordmakedonien 25-23 Danmark |
| Rusland 22-22 Danmark        |

### Danmarks turnering
Danmark kom til VM som regerende europamester og OL-mestre, så forventningerne var tårnhøje. Holdet startede som forventet med kæmpesejre over de tre svageste modstandere i puljen, men i kampen mod Makedonien kom der grus i den tilsyneladende velsmurte maskine. Danmark tabte uventet, og med det efterfølgende uafgjorte resultat mod Rusland betød det, at Danmark kun gik videre som nr. 3 fra sin pulje.
I de efterfølgende kampe efter cup-systemet kom holdet dog på skinner igen, og især den imponerende sejr på 10 mål i semifinalen mod det meget stærke russiske hold gav optimisme. Det blev så fulgt op (efter tragedien – se herunder) af den knusende sejr over ærkerivalerne fra Norge i finalen, hvor blandt andet Anja Andersen spillede noget nær perfekt.
Holdet vendte hjem til fejring på Københavns Rådhus med en, den bidende frost taget i betragtning, stor menneskemængde til at hylde spillerne på rådhuspladsen. Det danske kvindelandshold var jo også ganske enestående regerende EM-, VM- og OL-mestre samtidig.
Det blev Ulrik Wilbeks sidste mesterskab som træner for det danske damelandshold, som han havde stået i spidsen for siden 1993.

## Tragedien under VM
Under semifinalen mellem Danmark og Rusland i Berlin kom det til en episode mellem en dansk og en tysk tilskuer, og den fik en tragisk udgang. Det begyndte som en heftig ordveksling, men pludselig trak tyskeren en kniv og stak danskeren i hjertet. Danskerens kammerat forsøgte at lægge sig imellem, men opnåede bare selv at blive stukket i halsen. Begge de to danskere døde kort efter. Tyskeren blev umiddelbart efter episoden anholdt. 
Episoden blev ikke kendt før efter kampen, hvor arrangørerne suspenderede turneringen midlertidigt. Beslutningen endte med at blive overladt til den danske trup, der naturligvis var dybt rystet. Men efter grundige overvejelser samt krav om øgede sikkerhedsforanstaltninger accepterede holdet at spille finalen. Efter den overbevisende 13-måls sejr dedikerede holdet triumfen til de to dræbte fans.

## Ekstern henvisning
- International Handball Federation